# 아프리카의 뿔
아프리카의 뿔(문화어: 아프리카뿔 지역) 또는 소말리아 반도는 아라비아해로 돌출되어 있는 동아프리카의 반도이고, 아덴만의 남쪽을 따라 놓여 있다. 아프리카 대륙의 가장 동쪽에 돌출되어 있고 코뿔소의 뿔과 닮아 있기 때문에 아프리카의 뿔이라고 부르게 되었다. 아프리카의 뿔에 있는 나라는 에리트리아, 에티오피아, 소말리아, 소말릴란드, 지부티가 있다. 면적은 약 2,000,000 km2에 이르며 약 8천만 명의 인구가 거주하고 있다. 넓게 수단과 케냐를 포함시킬 때도 있다.
| | \| 에리트레아에티오피아소말리아지부티수단케냐class=notpageimage\\| v • d • e • h아프리카의 뿔(Horn of Africa)의 나라들: · 표시한 위치는 각 나라의 수도이다. 수단과 케냐가 아프리카의 뿔에 포함되기도 한다. \| |
| 에리트레아에티오피아소말리아지부티수단케냐class=notpageimage\| 아프리카의 뿔(Horn of Africa)의 나라들: · 표시한 위치는 각 나라의 수도이다. 수단과 케냐가 아프리카의 뿔에 포함되기도 한다. | |

## 지형과 기후

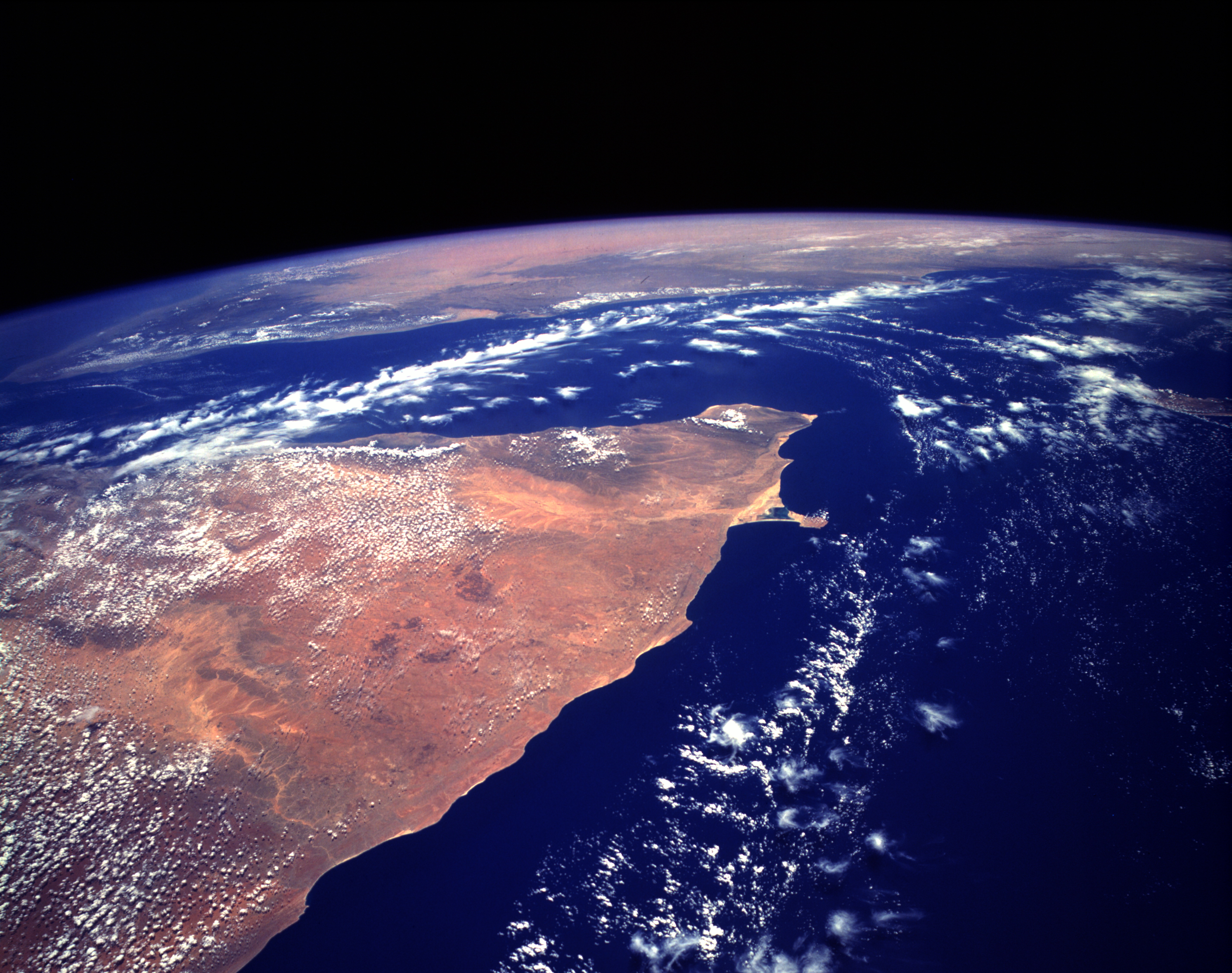
1993년 5월, 나사의 우주선에서 본 아프리카의 뿔. 이 사진의 오렌지색과 황갈색은 반건조성 기후로 크게 메말라 있는 상태를 보여주고 있다.

아프리카의 뿔은 적도와 북회귀선의 중간쯤 위치하고 있으며 매우 건조한 지역이다. 이 지역의 지형은 주로 고산지대와 협곡으로 구성되어 있으며 터키에서 모잠비크에 이르는 동아프리카 지구대가 지나고 있다. 산악지형은 이 대 지구대로 인해 형성된 것이다. 가장 높은 산은 에티오피아 북서쪽의 시미엔 산인데, 광활한 빙하가 시미엔 산과 베일 산을 덮고 있었으나 홀로세 때 녹아버렸다. 산악 지대는 홍해 방향으로 경사가 급하고 인도양쪽은 완만한 편이다. 소코트라섬은 인도양에 접한 소말리아 해안에 위치한 작은 섬으로 아프리카의 일부로 분류된다. 크기는 약 3,600 km2이며 아라비아 반도 최남단의 국가 예멘의 영토이다.
저지대는 적도에 가까운데도 보통 건조한 편이다. 우기에 열대 계절풍(몬순)이 사헬과 수단 지역에 비를 뿌리고 난 후, 지부티와 소말리아에 도달하면 습기를 잃기 때문이다. 그 때문에 우기에도 이 지역의 강수량은 매우 적다. 하지만 계절풍이 불어오는 방향인 에티오피아 중서부와 에리트리아 남쪽 끝은 매우 많은 양의 비가 내린다. 에티오피아 산악지대의 연간 강수량은 2,000 mm에 달한다. 하지만 아스마라의 연간 강수량은 570 mm에 불과하다. 이 비는 에티오피아 대부분 지역과 이집트에 이르는, 지구상에서 (강수량만을 따졌을 때) 가장 건조한 지역에 수분을 공급하는 유일한 원천이 된다.
겨울철에는 북동 무역풍이 불어오지만 북 소말리아의 일부 산악지대를 제외하곤 수분이 전혀 공급되지 않는다. 소말리아엔 늦가을 약간의 비가 내리는데, 그것이 500 mm에 불과한 연간 강수량의 전부가 된다. 동부 해안지역은 상승기류와 해안에 평행하게 부는 바람으로 인해 연간 강수량이 51 mm까지 떨어지는 곳도 있다.
홍해 연안은 지구상에서 가장 더운 곳 중에 하나로, 7월 평균 기온이 41°C (106°F)에 달하며 1월에도 32 °C (90 °F)를 유지한다. 동부 해안 지대는 해안풍으로 약간 기온이 낮지만 덥기는 마찬가지이다. 하지만 고산지대는 온도가 낮다. 아스마라 지역은 연 최고 기온이 20 °C (68 °F) 정도이며 구름 없는 밤에 결빙 현상이 일어나기도 한다. 가장 높은 산인 시미엔 산은 연간 기온이 –10 °C ~ 14 °C (14 °F ~ 57 °F) 정도이다.

## 같이 보기
- 항구적 자유 작전 - 아프리카의 뿔
- 비단길
- 사하라 이남 아프리카
- 아프리카 대호수